# ديفيد أوسبورن
ديفيد أوسبورن (29 سبتمبر 1879 - 1954) (بالإنجليزية: David Osborne)‏ هو لاعب كريكت بريطاني (وحمل سابقاً جنسية المملكة المتحدة لبريطانيا العظمى وأيرلندا).